# Comercio hispano-japonés durante la era Meiji
El primer contacto de Japón con Occidente se había producido gracias a la llegada de misioneros españoles y portugueses a las costas japonesas. Cuando el emperador Meiji llegó al trono, la sociedad japonesa se transformó de manera muy fluida desde un feudalismo con una cultura oriental muy poderosa en una potencia occidental, y fue durante este periodo cuando las relaciones comerciales hispano-japonesas se fortalecieron.

## Antecedentes
En el siglo XIX creció un interés en Japón por la literatura y conocimiento neerlandeses: fue la primera muestra de interés de la alta sociedad japonesa en algún ámbito de una cultura extranjera. Cuando se firmaron algunos tratados comerciales con China, comenzaron expediciones desde Rusia, Gran Bretaña y Norteamérica a Japón para convencer al gobierno del Shogun de que abriera sus puertas al comercio extranjero. Japón siempre había sido una nación cuya exportación no era prioritaria.
Tras los primeros tratados de Japón con otras potencias mundiales, Gumersindo Ojea y Porras, cónsul español en Shanghái, señaló la necesidad de establecer una primera política económica entre España y Japón. Los intereses giraban en torno al tejido catalán, los vinos y aguardientes, libros, sedas y porcelanas (de mayor calidad en Europa que en Japón) entre otros artículos.
Al ver que China les estaba adelantando en superioridad militar gracias a los tratados con otros países, Meiji consideró modernizar la industria en Japón e hizo cambios en el plano económico. Al no tener recursos (materia industrial, fuentes de energía), la solución fue importar los productos, los transformaron, les añadieron valor y los vendieron, quedándose con los beneficios de la venta de los mismos.
El Estado comenzó a expropiar a la alta nobleza (daimios) para destinar más dinero a la industria: costes de maquinaria y personal cualificado. Así surgieron los zaibatsus, empresarios que se unían para crear diversas industrias. Japón había encontrado un modo de industrialización que permitía así sumarse a la Revolución Industrial sin correr riesgo.

## Evolución del comercio
El primer tratado hispano-japonés se firmó el 12 de noviembre de 1868, justo tras la muerte del emperador Tokugawa. Además, era el momento justo en el que la Revolución de 1868 conseguía que la reina se exiliase, así que el tratado fue firmado en nombre de un reinado que ya no existía: el Consejo de Estado que precedió a su reinado dio el visto bueno sobre las cláusulas.
Japón comenzó el tratado con unos primeros años de total apatía. Esta actitud se rompió en 1870, con un primer movimiento comercial en el que los buques Altagracia y Serafín llegaron a Yoroshima cargados de arroz. El segundo movimiento comercial lo protagonizó un buque japonés, que llegó a Manila en 1872. Debido al poco movimiento comercial, se inició un trámite sobre cuestiones diplomáticas entre 1875 y 1885, y el interés de Japón por España volvió. En 1885, España no constituía más del 7,14% del volumen de las exportaciones a Japón (gran parte fruto de ventas indirectas).
Mientras, la industrialización en Japón durante el periodo Meiji continuaba, materializado en un superávit, un incremento de la importaciones, la expansión de la marina mercante japonesa y un incremento de las rentas facilitado por el crecimiento de la demanda mundial de bienes y servicios japonesa (algodón, ferrocarril, hierro, acero y barcos). El proceso de modernización incrementó la deuda pública del país, pero fue saldada con indemnizaciones de la Iglesia Budista y otros sectores poblacionales a los que se les recortó una pensión excesivamente alta.
El gobierno emprendió políticas de reformas en la economía (eliminó restricciones en la libertad de empleo, movimiento y cultivo). Se crearon industrias y se mejoró la agricultura adoptando la tecnología occidental.
Japón fundó industrias textiles e importó maquinaria y adelantos técnicos, dando facilidades de venta a los empresarios para modernizar las industrias. Contrató técnicos extranjeros para que les asesorasen y enseñaran. Así, aparte de obtener beneficios, también modernizaron Japón, convirtiéndolo un país fuerte y competitivo. La economía privada pronto emprendió el mismo camino. El gobierno potenció el comercio exterior y exportaciones para equilibrar la balanza comercial junto a la de pagos.
En enero de 1897 España y Japón acordaron el Tratado de amistad y Relaciones Generales en el que España perdió el mandato de los súbditos residentes en Japón, y dio así la posibilidad de adquirir la nacionalidad japonesa. Japón aumentó sus exportaciones a Filipinas y comenzó a comprar una mayor cantidad materias primas a España. Estableció una línea de vapor entre Barcelona y Manila para favorecer el intercambio de suministro español.
Durante los años 1880, Japón importó tabaco de Filipinas y se instalaron casas comerciales en Tokio y Yokohama. Desde Filipinas se exportaban fundamentalmente materias primas como café, fruta, azúcar, tabaco y fibras vegetales como lino, cáñamo y tintes. Con este tratado se puso fin a las restricciones de aranceles en 1899. Estas circunstancias colocaron a Japón en condiciones de desarrollar una política de expansión imperialista en igualdad con las grandes potencias.
Japón puso entonces especial interés en las islas españolas del Pacífico. Las islas Filipinas, Marianas y Carolinas ofrecían a las autoridades japonesas un incentivo muy sustancioso por la proximidad de los archipiélagos, así que impulsaron las exportaciones, y compensaron así el déficit de su balanza comercial. Además poseían materias primas que garantizaban un mercado para vender sus productos manufacturados sin necesidad de pasar por mediadores que detractaban el precio de sus productos.
Comenzó así un periodo de diálogo para potenciar el comercio: enviaron a Filipinas un barco cargado de productos para su venta mientras que los diplomáticos españoles acreditados en Tokio aprovecharon para importar a Japón abacá, tabaco, hierro y plomo. El presidente de la Cámara de Comercio en Tokio, Shibusawa, constituyó una sociedad para la explotación e importación del abacá de Filipinas mientras que otros comerciantes se ocuparon de la importación de frutas, fibras, tejidos y de la exportación de productos manufacturados japoneses, y muchos españoles abrieron negocios en Japón.
Para acrecentar la compra y venta de tabaco llegó a Tokio un agente tabacalero de Filipinas que colocó grandes cantidades de tabaco, y recibió más pedidos de los que podía satisfacer. Paralelamente, el señor Tawasaki, propietario de minas de Takashima, se interesó por las subastas de carbón creyendo que podía competir con los de Australia. A su vez, Japón vendía a la Península y a sus colonias de Oceanía productos manufacturados tales como seda, algodón, abanicos, fósforos, pinturas, jabón de tocador, paraguas, termómetros, cristal, cuero, papel, madera y objetos de laca y porcelana.
Como resultado de esas iniciativas, pronto floreció un intercambio de productos entre ambos países, en el que España enviaba a Japón productos de la tierra, como aguardientes, licores, jerez, vino, aceite de oliva y azafrán, y otros artículos más elaborados como calzados, balanzas y pesos, cables para buques, tapones de corcho, plomo y productos textiles, mientras que desde Filipinas se exportaban fundamentalmente materias primas: café, fruta, azúcares, tabaco cortado, aceite de coco y fibras vegetales como el lino, cáñamo, y tintes. Esto provocó que se crearan nuevas empresas, tuvieran mayor poder internacional, y consiguieran una agricultura industrializada.